# 箱柳町
箱柳町（はこやなぎちょう）は、愛知県岡崎市の町名である。小字が設置されているが丁目は設定されていない。

## 地理
岡崎市の中部に位置する。
町内の字中立は他の字と郵便番号および集配郵便局が異なるが、これは中立が滝団地の一部になっているからである。

### 河川
- 伊賀川

### 小字
| - 字青砂（あおさ） - 字新居（あらい） - 字石隅（いしずみ） - 字泉（いずみ） - 字牛岩（うしいわ） - 字漆シ（うるし） - 字大入（おおいり） - 字奥屋（おくや） - 字上梅津（かみうめづ） - 字上梨形（かみなしがた） - 字上（かみ） - 字川北（かわきた） - 字川南西（かわなみにし） - 字川南東（かわなみひがし） | - 字五反田（ごたんだ） - 字小屋ケ入（こやがいり） - 字下梅津（しもうめづ） - 字下（しも） - 字菅ノ入（すがのいり） - 字東ノ元（とうのもと） - 字中梅津（なかうめづ） - 字中立（なかだち） - 字投下（なげした） - 字梨形（なしがた） - 字猫沢（ねこざわ） - 字馬場（ばば） | - 字林後（はやしご） - 字日陰（ひかげ） - 字引狭間（ひきはざま） - 字鬢櫛根（びんぐしね） - 字鬢崎（びんざき） - 字深久後（ふかくご） - 字松穂田（まつほだ） - 字水溜り（みずたまり） - 字宮坂（みやさか） - 字柳久後（やなくご） - 字山神（やまがみ） - 字山中（やまなか） |

## 世帯数と人口
2019年（令和元年）5月1日現在の世帯数と人口は以下の通りである。
| 町丁   | 世帯数  | 人口  |
| ------ | ------- | ----- |
| 箱柳町 | 142世帯 | 361人 |

### 人口の変遷
国勢調査による人口の推移
| 1995年（平成7年）  | 323人 | [ 6 ]  |  |
| 2000年（平成12年） | 315人 | [ 7 ]  |  |
| 2005年（平成17年） | 310人 | [ 8 ]  |  |
| 2010年（平成22年） | 310人 | [ 9 ]  |  |
| 2015年（平成27年） | 281人 | [ 10 ] |  |

## 小・中学校の学区
市立小・中学校に通う場合、学区は以下の通りとなる。
| 区域                         | 小学校             | 中学校             |
| ---------------------------- | ------------------ | ------------------ |
| 箱柳町字中立のうち通称滝団地 | 岡崎市立常磐小学校 | 岡崎市立常磐中学校 |
| その他                       | 岡崎市立梅園小学校 | 岡崎市立甲山中学校 |

## 歴史
額田郡箱柳村を前身とする。

### 沿革
- 1889年（明治22年）10月1日 - 町村制施行。岩中村・田口村・板田村・大井野村・小呂村・稲熊村が合併し、乙見村大字箱柳となる[12]。
- 1906年（明治39年）5月1日 - 合併に伴い、常磐村大字箱柳となる[13]。
- 1928年（昭和3年）9月1日 - 岡崎市へ編入し、同市箱柳町となる[13]。
  - 常磐村の他の区域は1955年（昭和30年）に岡崎市へ編入されている。

## 施設
- 熊野神社
- 聖徳寺

## 交通

### 道路
- 都市計画道路岡崎環状線
  - 川南橋

## その他

### 日本郵便
- 集配担当する郵便局は以下の通りである[14]。

| 字           | 郵便番号 | 郵便局     |
| ------------ | -------- | ---------- |
| 箱柳町字中立 | 444-3151 | 岩津郵便局 |
| 箱柳町       | 444-0001 | 岡崎郵便局 |

## 参考資料
- 「角川日本地名大辞典」編纂委員会 編『角川日本地名大辞典 23 愛知県』角川書店、1989年3月8日。ISBN 4-04-001230-5。
- 有限会社平凡社地方資料センター 編『日本歴史地名大系第23巻 愛知県の地名』平凡社、1981年。ISBN 4-582-49023-9。
- 新編岡崎市史編さん委員会 編『新編岡崎市史 総集編 20』1993年。